# Schiffbau am Bodensee
Der Bau von Bodenseeschiffen findet in Werften statt. Dort stellen Schiffbauer Fahrgastschiffe der Weißen Flotte, Autofähren und Arbeitsschiffe her, montieren von anderen Werften hergestellte Sektionen oder machen nur noch den Endausbau. Werften führen auch Wartungsarbeiten, Reparaturen und andere Dienstleistungen sowie Verschrottungen durch.

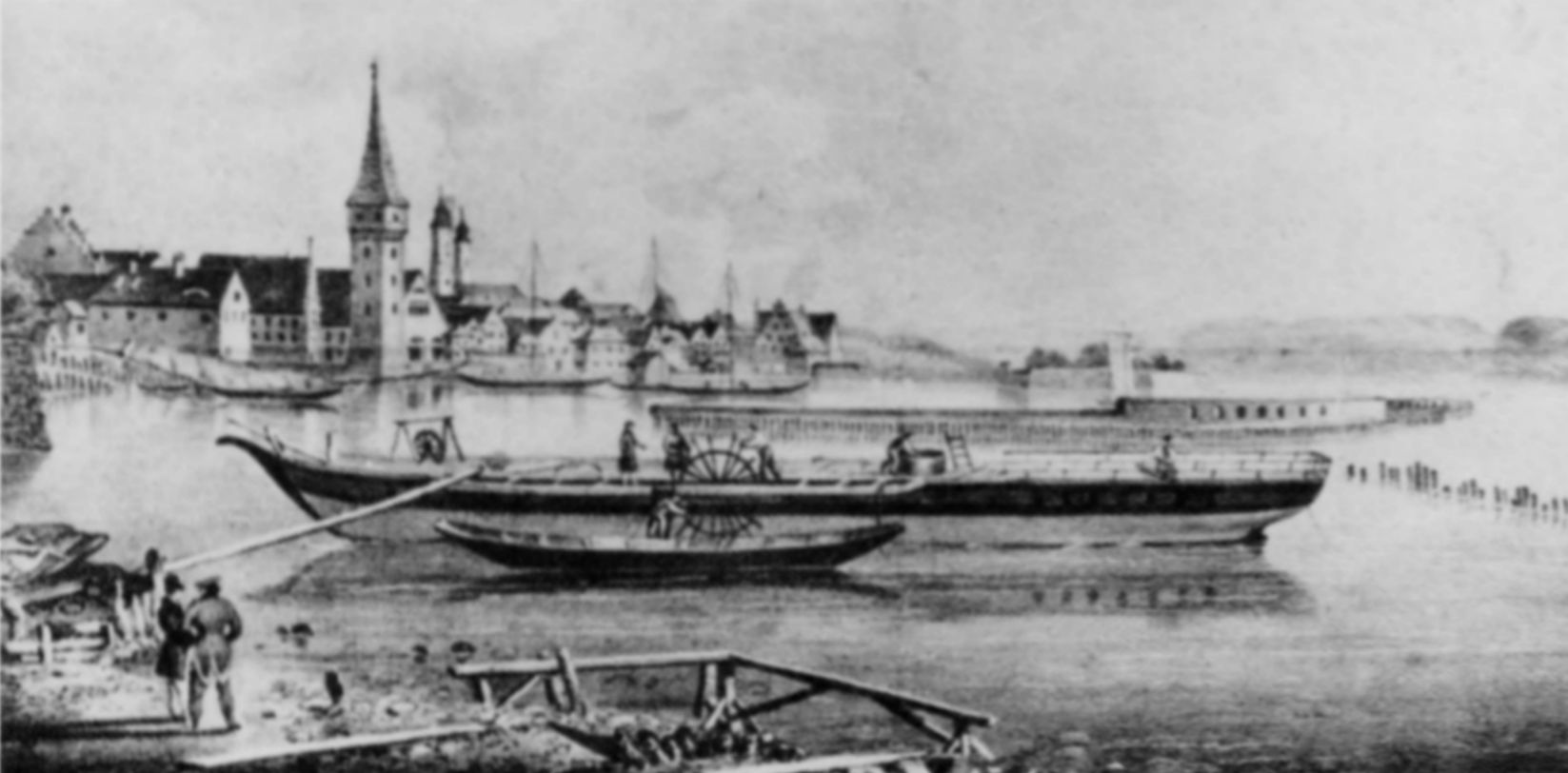
Der Stapellauf des ersten bayerischen Dampfschiffs Ludwig 1837 bei Lindau.

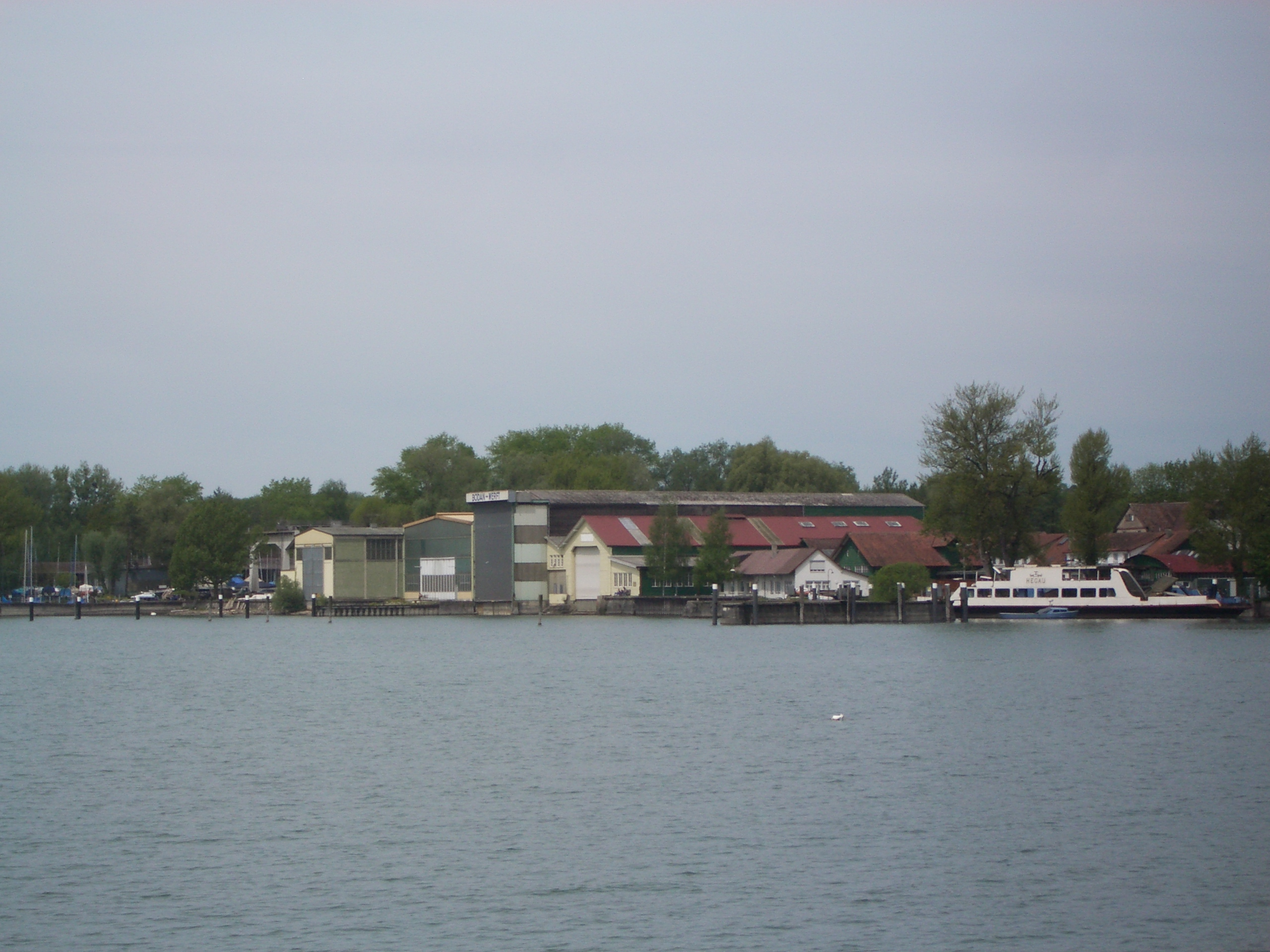
Die ehemalige Bodan-Werft in Kressbronn am Bodensee

## Geschichte

### Werften der Lastsegelschiffe auf dem Bodensee
Der erste schriftliche Hinweis auf eine Werft am Bodensee liegt von Strabon vor, der in den Geographika vom Bau einer römischen Kriegsflotte 15 n. Chr. berichtet. Im Mittelalter gibt es Hinweise auf die Bodenseeschifffahrt und seit dem Spätmittelalter auch auf verschiedene Schiffstypen, wie die Lädine und ihre Untergliederungen. Deren Maße sind überliefert, Baupläne und Bautechniken müssen aber aus den wenigen erhaltenen Schiffswracks im Bodensee und bildlichen Darstellungen abgeleitet werden, weil es weder originale Schiffe noch Aufzeichnungen gibt. Die Schiffbauer stützten sich nur auf Tradition und Erfahrung. Deshalb veränderten sich die Lastsegelschiffe, die sich auf dem Bodensee offenbar bewährten, über Jahrhunderte nicht wesentlich. Dagegen sind die schnellen und bewaffneten „Jagschiffe“ innovativer und der Schiffbau ist besser dokumentiert.
Größere Schiffbauplätze befanden sich vor allem in Lindau, Bregenz, Hard, Bodman und auf der Insel Reichenau. Abgesehen vom Kalfaterer und Seiler entsprachen die beteiligten Handwerker denen im heutigen (Holz-)Bootsbau. Acht Mann benötigten für den Bau einer Lädine etwa vier Monate, die Baukosten betrugen 2000–3000 Gulden und die Nutzungsdauer war etwa zehn Jahre. Die Schiffsteile waren danach Ersatzteile, Bauholz oder Brennholz. Da nur die ersten Dampfschiffe einen Schiffsrumpf aus Eichenholz hatten, bedeutete der Übergang zum Eisenrumpf und das Ende der Lastsegelschiffsepoche um 1900 auch das Ende für die meisten herkömmlichen Schiffbaubetriebe.

### Werften der Bodensee-Dampfschiffe

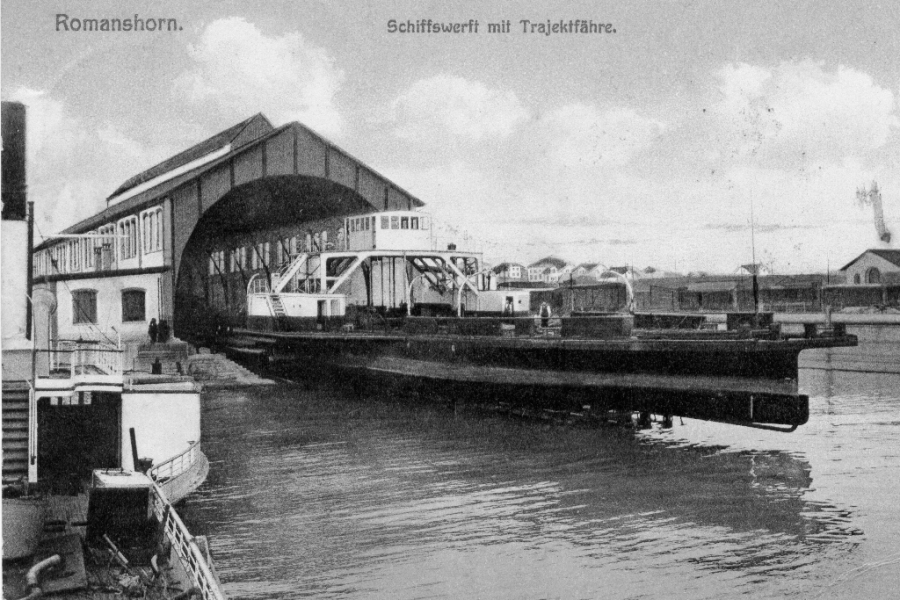
Das größte Bodensee-Dampfschiff Dampftrajekt II (1874–1924) in der Werft von Romanshorn.

Alle Lastsegelschiffe wurden noch direkt am Bodenseeufer auf einer einfachen, offenen Helling hergestellt. Im Gegensatz dazu wurden von den Dampfschiffen, die zwischen 1824 und 1929 in Dienst gestellt wurden, nur die ersten fünf am Bodensee selbst nach traditioneller Art aus Holz gebaut. Bei allen anderen Dampfschiffen wurden die von einer auswärtigen Maschinenfabrik vorgefertigten Bauteile (Sektionen) einschließlich des eisernen Rumpfs mit Pferdegespannen oder später mit der Eisenbahn an den Bodensee transportiert und dort unter Leitung des Herstellers nur noch montiert. Vor der Errichtung von Werfthallen an einem Werfthafen fand die Montage auf provisorischen Schiffbauplätzen in Konstanz (Schiffmacherplatz in Petershausen), Friedrichshafen (nahe der heutigen Werft), Lindau (heutige Yachtschule), Bregenz (Bregenzer Ried), Rorschach, Uttwil, Stein am Rhein (Paradieslli), Langwiesen/ZH und Schaffhausen (Steckenplatz) statt. Das Aufziehen eines Dampfschiffs auf den Stapel war mühsam und dauerte mit 200–250 Soldaten 2–3 Tage, später mit einer Dampfmaschine immer noch 12–14 Stunden.
Insgesamt stellten mindestens 20 Bauwerften etwa 75 Dampfschiffe für den Bodensee her. 36 Schiffe, fast die Hälfte von allen, wurden allein von der Schweizer Maschinenfabrik Escher, Wyss & Cie. in Zürich gebaut, jeweils sechs von den Maschinenfabriken Gebrüder Sulzer in Winterthur und J. A. Maffei in München. Je drei wurden von der ÖSWAG in Linz/Donau und der Maschinenfabrik G. Kuhn in Stuttgart gebaut.

### Werften der Motorschiffe der Weißen Flotte

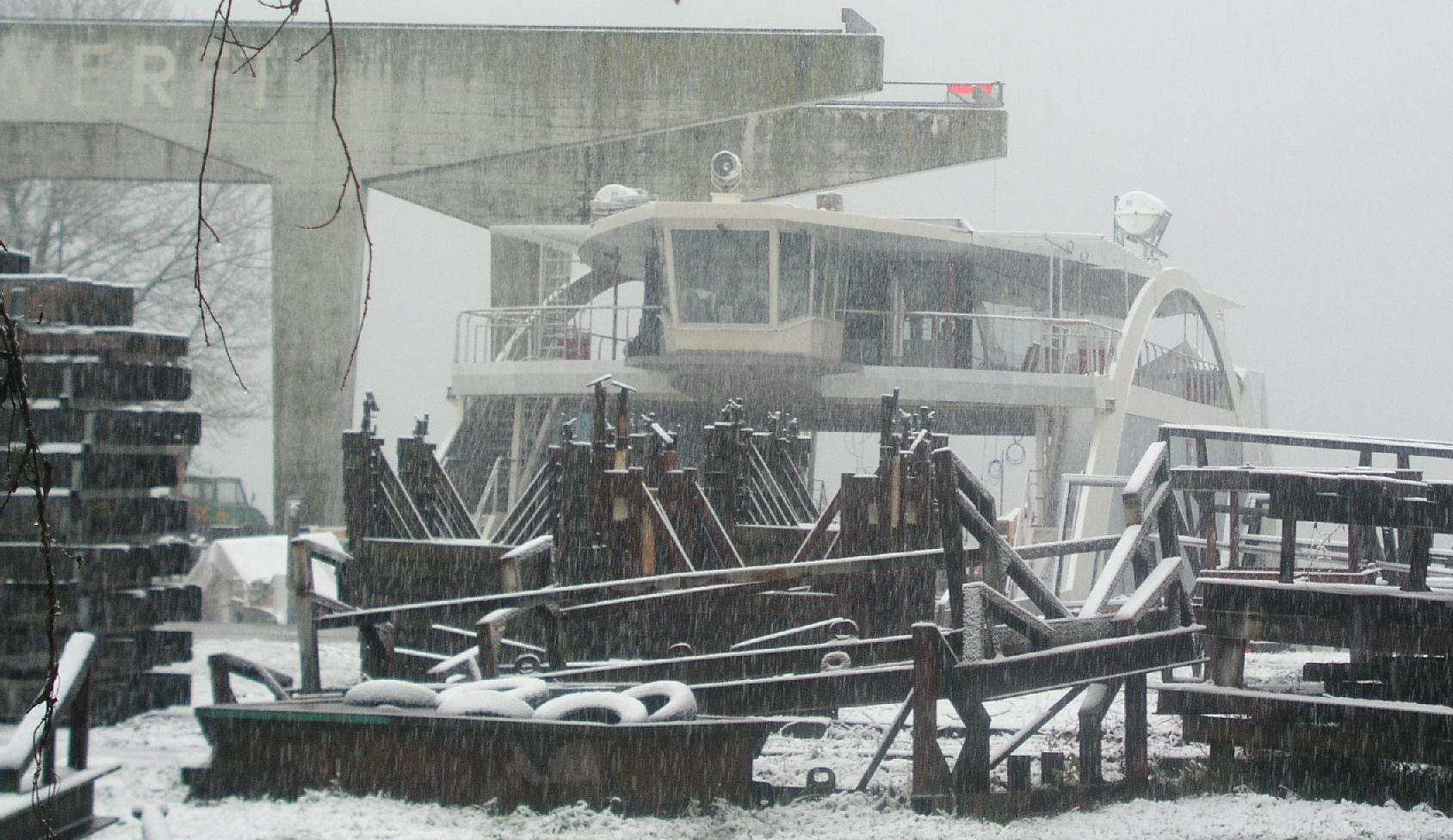
Montage der Autofähre FS2010, die spätere ’’Lodi’’, auf der Helling der Bodan-Werft

Nach dem Ersten Weltkrieg wurden mit einer Ausnahme nur noch Motorschiffe in Dienst gestellt, darunter 82 Passagierschiffe (Stand 2014) für die staatlichen Schifffahrtsbetriebe auf dem Bodensee und ihre privaten Nachfolger sowie 13 Autofähren der Stadtwerke Konstanz. Jetzt hatte sich die Herkunft der Schiffe grundlegend geändert: Mit der 1919 gegründeten Bodan-Werft in Kressbronn stand eine leistungsfähige und innovative Schiffswerft zur Verfügung, die bis zu ihrer Schließung 2011 insgesamt 61 Motorschiffe – zwei Drittel aller Bodensee-Neubauten – hergestellt hatte. Die Deggendorfer Werft und Eisenbau baute neun Schiffe für den Bodensee, die Schiffswerft Korneuburg sechs und die Österreichische Schiffswerften AG in Linz zwei. Die Motorenwerke Mannheim (MWM) lieferten von 1925 bis 1983 für 29 Schiffe die Dieselmaschine. Weitere Hersteller waren MAN (6), Sulzer (6) und seit 1984 MTU Friedrichshafen (8). Fast alle großen deutschen Einheiten werden mit VSP angetrieben, die schweizerischen mit Verstellpropeller.

## Schiffswerften der „Vereinigten Schifffahrtsunternehmen für den Bodensee und Rhein“ (VSU)
Zwischen 1847 und 1901 bauten die Staatsbahnen der vier Anrainerstaaten Großherzogtum Baden, Königreich Württemberg, Königreich Bayern und Österreich-Ungarn sowie die private Schweizerische Nordostbahn Bahnstrecken zu ihren Hauptorten am Bodensee: Konstanz, Friedrichshafen, Lindau, Bregenz und Romanshorn. Der Ausbau dieser Bodenseehäfen für den Trajektverkehr war der Anlass, dort auch Werfthallen mit Werkstätten für die Montage, Wartung und Reparatur der Dampfschiffe zu errichten. Mit der Etablierung der Bodan-Werft, der Einstellung des Trajektverkehrs und der Verschrottung der Dampfschiffe verloren die Werften der Schiffsbetriebe an Bedeutung. Die VSU ist ein Verband der vier größten Schifffahrtsunternehmen am Bodensee, dessen Vorgängerorganisation 1860 gegründet wurde.

### Werft Konstanz
1846 wurde eine provisorische Werft westlich des Hafens errichtet und 1855 in eine feste Anlage umgestaltet. Die aus Zürich angelieferten Einzelteile des ersten Salondampfschiffs Kaiser Wilhelm wurden 1871 noch in der alten Konstanzer Werft, am Rutsch beim späteren Zeppelindenkmal, zusammengesetzt. 1872 erfolgte der Bau einer großzügigen Werftanlage im neuen Hafen mit Stapel, Kran, Werftgebäude, Werkstätten und einer Mole für Schiffsreparaturen. Bei den Umstrukturierungsmaßnahmen der Deutschen Bundesbahn in den 1960er Jahren wurde der Werftbetrieb in Konstanz geschlossen; es blieb nur eine Reparaturwerkstätte. Konstanz ist der Heimathafen des Arbeitsschiffs Friedrichshafen.

### Werft Friedrichshafen

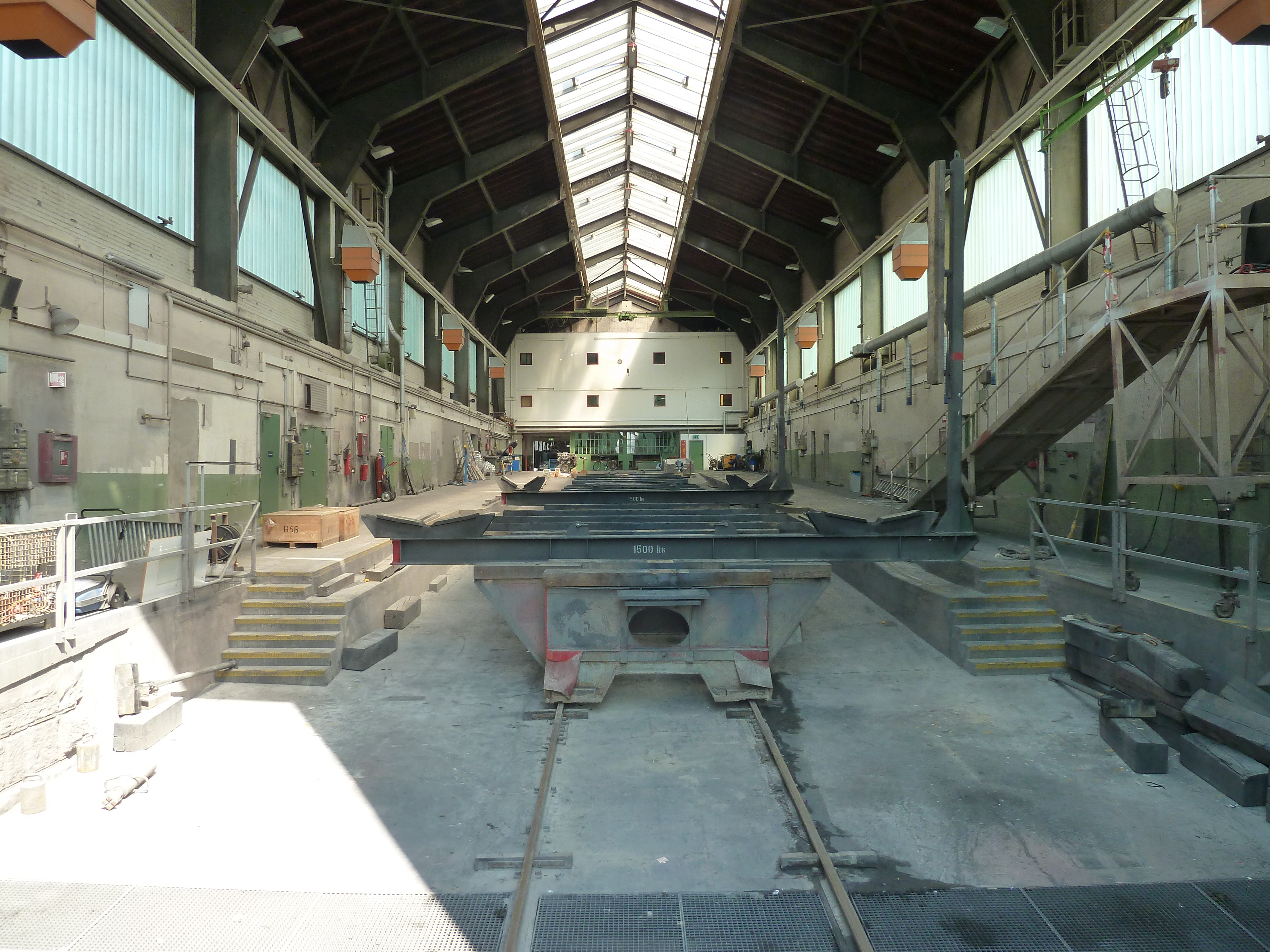
Blick in das Innere der BSB-Werft Friedrichshafen, die im Sommer meist keine Aufträge hat.

1851 wurde eine überdachte Anlage zur Montage von Dampfschiffen errichtet, die 1877 erweitert wurde. Sie brannte im Juli 1889 mit dem Dampfschiff König Karl vollständig ab, wurde aber 1890 wieder aufgebaut und 1931 vergrößert. Bei einem Luftangriff 1944 brannte die Werft zusammen mit dem Dampfschiff Friedrichshafen auf der Helling aus. Sie wurde provisorisch repariert und 1949/52 neu aufgebaut. Seit 1967 ist sie zentrale Überholungs- und Reparaturwerkstätte der Bodensee-Schiffsbetriebe. Bei intensiven Landrevisionen werden jeden Winter, wenn der Schiffsbetrieb ruht, zwei Schiffe jeweils etwa vier Monate lang komplett saniert. So bleiben auch ältere Schiffe, wie die unter Denkmalschutz stehende Baden (Baujahr 1935), verkehrssicher. Ausgeführt werden die Arbeiten von Mitarbeitern der Werft, Fremdfirmen und den Besatzungsmitgliedern, die alle handwerklich ausgebildet sein müssen. Neubauten, Umbauten und größere Reparaturen wurden dagegen von der Bodan-Werft bis zu ihrer Schließung 2011 durchgeführt. Wenn das größte Schiff der BSB, die Autofähre Friedrichshafen, zur Landrevision ausgewassert wird, bleiben auf jeder Seite nur fünf Zentimeter „Luft“. Für größere Schiffe ist die 60 Meter lange BSB-Werft zu kurz.

### Werft Lindau
1847/48 wurde die Werft von der Lindauer Dampfboot AG für Reparaturen errichtet und ab 1855 auch zur Montage genutzt. Seit 1861 verstaatlicht, wurde sie 1893 modernisiert und 1926/27 erweitert. Ende 1960 wurde die Werft von der Deutschen Bundesbahn geschlossen.

### Werft Bregenz und Fußach
1886–1891 wurde beim Hafenumbau auf dem Kohlenlagerplatz des einstigen Bergwerks „Wirtatobel“ bei Bregenz ein Trockendock errichtet, das durch einen Kanal mit dem Hafenbecken verbunden war. Dort wurden vier österreichische Schiffe gebaut, zuletzt 1939 die Austria. 1940 wurden die Werftanlagen aufgelassen und das Trockendock verfüllt. Stattdessen entstand 1955 ein großes Werkstättengebäude zur Schiffsinstandhaltung. 1978 wurde ein zweites Werkstättengebäude erstellt. Die österreichischen Schiffe werden seit 1961 auf der Querhelling der nicht überdachten Werft in Fußach überholt. Auch große Schiffseinheiten werden dort montiert.

### Werft Romanshorn

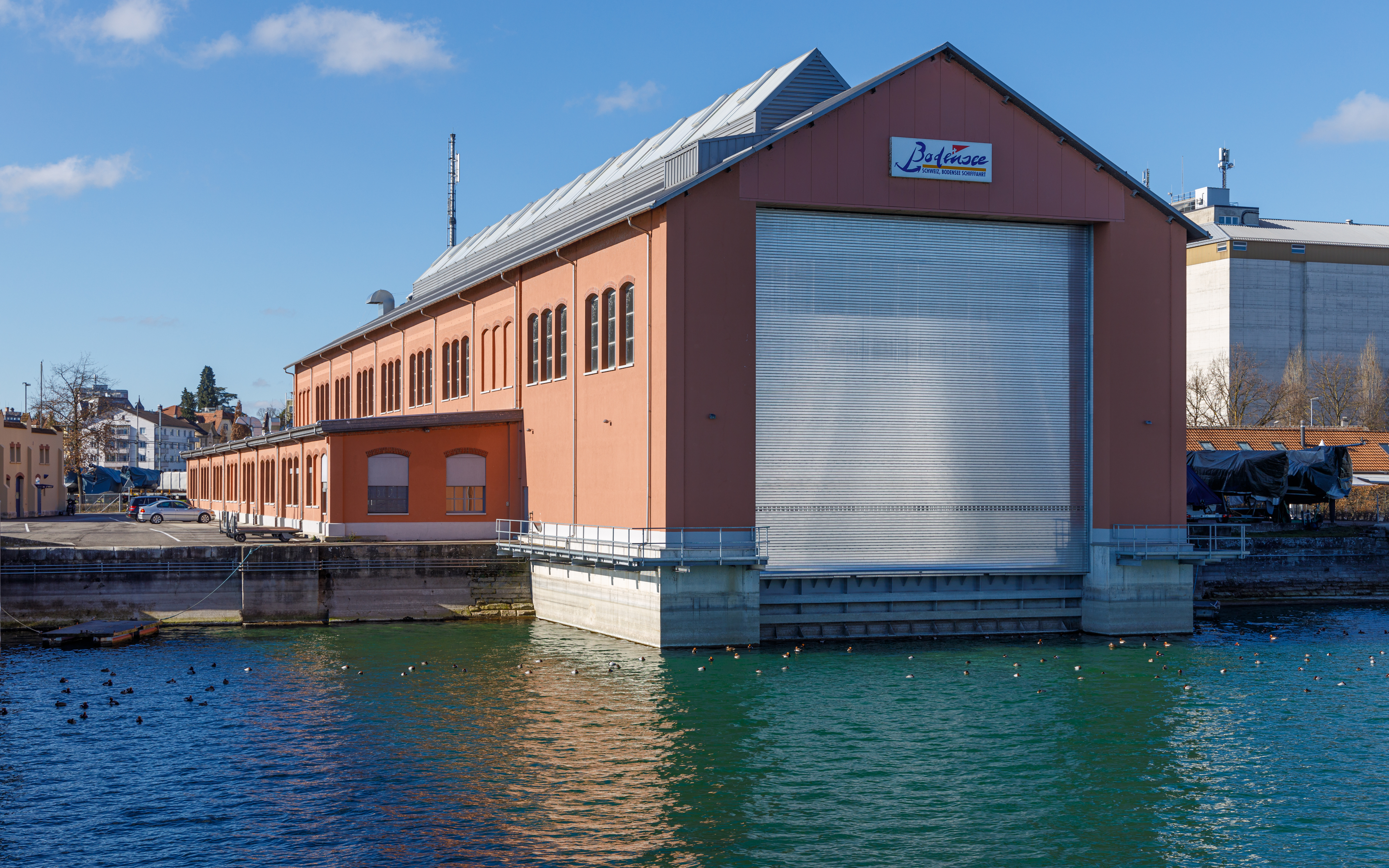
SBS-Werft Romanshorn

1861–1864 wurde die erste Werftanlage gebaut, 1872 erweitert. 1904–1906 folgten Umbau, Modernisierung und Bau eines Werfthafens, später mehrere Erweiterungen. Die Werft steht heute unter Denkmalschutz. Dennoch beschloss die SBS 2014 einen erheblichen Ausbau der Werfthalle: 18 Meter länger und einen Meter höher. Dann können auch nach der Schließung der Bodan-Werft wieder große Fahrgastschiffe und Fähren aller Schiffsbetriebe am Bodensee gebaut und gewartet werden. Da die Schweiz kein EU-Mitglied ist, soll die Werft zollfreies Gebiet werden.

### Werft Langwiesen/ZH

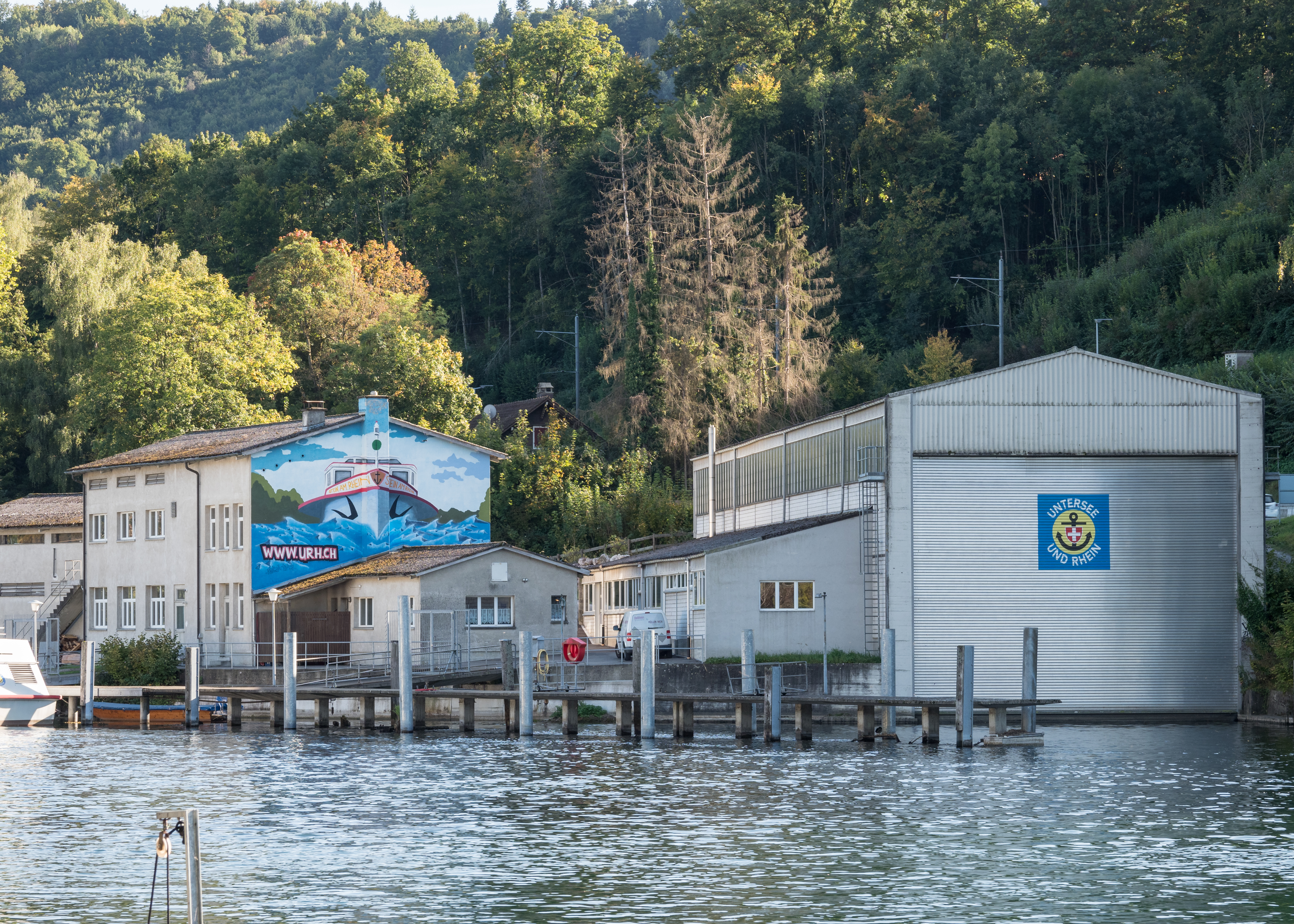
Werftgebäude in Langwiesen, 2021

Die Werft der Schweizerischen Schifffahrtsgesellschaft Untersee und Rhein (URh) dient schon seit über 100 Jahren zur Montage, Wartung und Reparatur der URh-Schiffe. Umfangreiche Arbeiten wurden aber jahrzehntelang der Bodan-Werft übertragen. Seit deren Schließung 2011 werden auch Totalrevisionen der sechs Schiffe selbst vorgenommen. Dazu wurde die 1964 gebaute Trockendockhalle 2012 mit einem Hallenkran zum Motoraustausch ausgerüstet.

### Aktuelle Werftarbeiten und Revisionen der VSU-Werften
2013 wurde von allen Werften der VSU wieder umfangreiche Maßnahmen an den Schiffen der Weißen Flotte durchgeführt und dokumentiert.